# ТЕП150
ТЕП150 — магістральний шестивісний пасажирський тепловоз з електричною передачею, виготовляється на Луганському тепловозобудівному заводі (Україна) з 2007 року.
Все силове й допоміжне устаткування тепловоза скомпоновано в легкому тримкому кузові. Знімні секції даху дозволяють вільно проводити монтаж і демонтаж основного силового устаткування. кабіна тепло- і шумоізольована, обладнана кондиціонером, уніфікованим пультом управління з показуванням інформації на рідкокристалічному дисплеї. Лобові вікна кабіни виконані з високоміцного скла з електрообігрівом. На тепловозі застосована мікропроцесорна система управління, контролю і технічної діагностики.

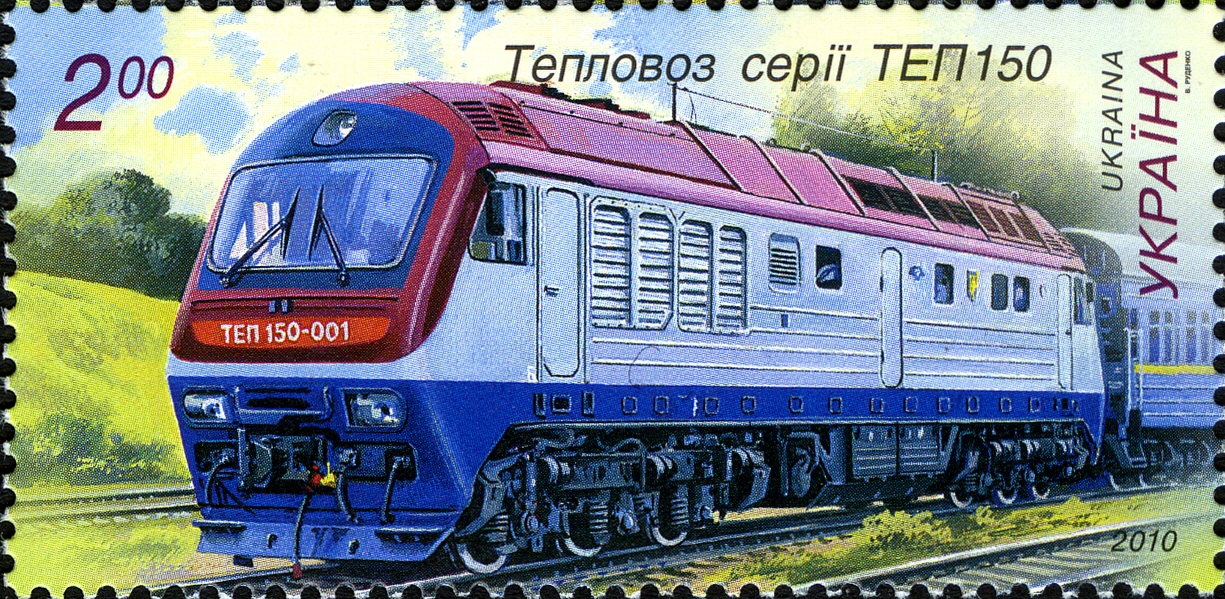
«ТЕП150», поштова марка України (2010)

## Технічні характеристики
Ходова частина тепловоза складається з двох безщелепних тривісних візків з індивідуальним приводом колісних пар і опорно-рамним підвішуванням тягових двигунів. Передача тяги здійснюється одноступінчатою передачею і пружною муфтою. Конструкція візка передбачає одностороннє розташування тягових двигунів, що дозволяє збільшити коефіцієнт використовування зчіпної ваги. Пружні двоступінчаті індивідуальні ресори на підвісці забезпечують плавний хід тепловоза.
Трансмісія — електрична, змінно-постійного струму, з повісним регулюванням сили тяги. Гальмо — електродинамічне, електропневматичне прямої дії та ручне (стоянка). Дотична сила тяги — 167 кН.
- Тип: магістральний пасажирський тепловоз з електричною передачею та двома постами керування;
- Рід служби: водіння пасажирських потягів у різних кліматичних умовах;
- Осьова формула: 3о + 3о;
- Провідних осей: 6;
- Візків: 2;
- Потужність силової установки: 3 100 кВт (4 216 к.с.);
- Конструкційна швидкість: 160 км/год;
- Маса службова при повній екіпіровці: 135 000 кг;
- Тиск на рейку від кожної осі: 22 501кг;
- Запас палива: кг;
- Запас масла в системі: кг;
- Запас піску: кг;
- Запас води в системі охолодження з казаном — підігрівачем: кг;
- Найменший радіус прохідних кривих: 125 м.

### Габаритні розміри
- Ширина за виступаючими частинами: мм;
- Довжина по буферах ударно-тягових приладів: мм;
- Відстань між п'ятами візків: мм;
- Колісна база візка: мм;
- Колія: 1520 мм;
- Діаметр колеса за колом катання: 1 050 мм
- Довжина за осями автозчеплення: 20 350 мм
- Висота від головки рейки до каркаса даху: 4 580 мм.

## Двигун

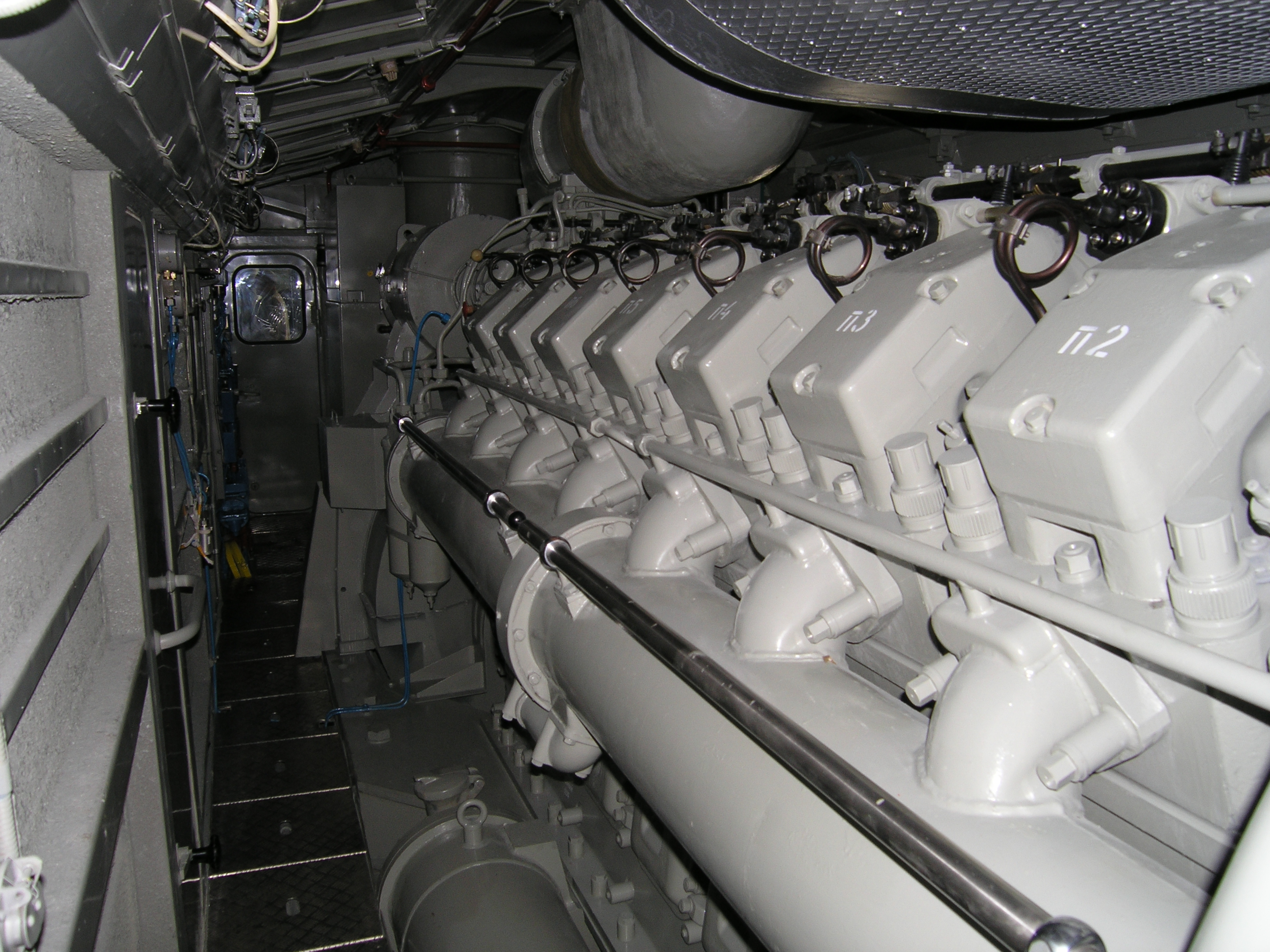
Дизель-агрегатна установка тепловоза ТЕП150.

Дизель-агрегатна установка складається з вдосконаленого чотиритактного дизеля 5Д49 з газотурбінним наддувом і тягового агрегату змінного струму, сполучених пластинчастою муфтою, а також стартера генератора, встановленого на тяговому агрегаті. Тяговий агрегат складається з тягового й допоміжного синхронних генераторів, змонтованих в одному корпусі.
Допоміжний генератор через випрямляч забезпечує енергопостачання пасажирського потягу напругою 3 000 В постійного струму потужністю 600 кВт на номінальному режимі. Крім того, він подає живлення на збудження тягового генератора і приводів безколекторних електродвигунів допоміжних механізмів.
Система охолоджування двигуна двоконтурна. В одному контурі охолоджується вода двигуна, а в іншому вода, що охолоджує масло й наддувне повітря (в теплообмінних апаратах). Охолоджування води обох контурів здійснюється повітрям у півторашних радіаторних секціях холодильної камери, що має три мотор-вентилятори. У контурі охолоджування води двигуна використовуються радіаторні секції половинної глибини, а в контурі охолоджування води другого контуру використовуються радіаторні секції повної глибини. Мотор-вентилятори холодильної камери обладнані системою плавного регулювання продуктивності.
Система очищення повітря, що подається до двигуна, двоступінчата, з використанням у першому циклі прямотечійних циклонів.

### Двигун
- Марка: 5Д49;
- Кількість: 1;
- Тип: чотиритактний, з газотурбінним наддувом;
- Кількість циліндрів: 16;
- Розташування циліндрів: — подібне під кутом °;
- Хід поршня:
- Діаметр циліндра: мм;
- Номінальна (тривала) потужність: ;
- Максимальна потужність (упродовж 2 годин непереривної роботи): к.с.;
- Напрям обертання колінчатого валу: ;
- Максимальна кількість обертів за хвилину колінчатого валу дизеля на холостому ході: обертів;
- Мінімально стійка кількість обертів за хвилину колінчатого валу дизеля на холостому ході: обертів;
- Часова витрата палива при роботі на номінальному режимі, не більше: кг;
- Охолодження дизеля: двоконтурна водяна система.